# Tetsu Katayama
Tetsu Katayama (片山 哲 Katayama Tetsu?, Tanabe, prefectura de Wakayama, 28 de julio de 1887 – Fujisawa, prefectura de Kanagawa, 30 de mayo de 1978) fue un político japonés que ejerció como Primer ministro entre 1947 y 1948. Tiene la distinción de haber sido el primer político socialista que ha ejercido como jefe del gobierno japonés.

## Biografía

### Primeros años
Nacido en Tanabe en 1887, realizó sus estudios superiores en la Universidad Imperial de Tokio. Fue en esta época cuando se hizo cristiano, estando muy influenciado con el socialismo cristiano de Abe Isoo. Tras graduarse, abrió una oficina de abogados en un dormitorio rentado de la Young Men's Christian Association (YMCA) y ejerció como abogado.
A comienzos de los años 1930 fue elegido en la Cámara de Representantes, representando a la prefectura de Kanagawa, en 1930. Fue conocido por ser líder del “ala socialdemócrata” del partido, y durante las luchas internas del partido se alió con Abe Isoo y Nishio Suehiro para oponerse a la expulsión de Saito Takao.
En noviembre de 1945, Katayama se convierte en secretario general del recién fundado Partido Socialista de Japón (PSJ) y, más tarde, en presidente de comisión del partido.

### Primer ministro
Tras las elecciones de 1947, en cuales el Partido Socialista fue la formación política más votada, Katayama formó un gobierno de coalición con el Partido Democrático y el Kokumin Kyōdō-tō. En el momento de convertirse en Primer ministro, el país se encontraba en una muy difícil situación económica.
A pesar del corto período de tiempo que duró su gobierno, el gobierno Katayama promulgó una amplia gama de reformas sociales progresistas, como el establecimiento del primer Ministerio del Trabajo de Japón, una Ley de compensación por desempleo y una Ley de seguro de desempleo, o también una completa revisión del Código Civil, cuya sección sobre la institución familiar fue completamente reescrita (para proporcionar, por ejemplo, una mayor cuota de herencia al hijo mayor).

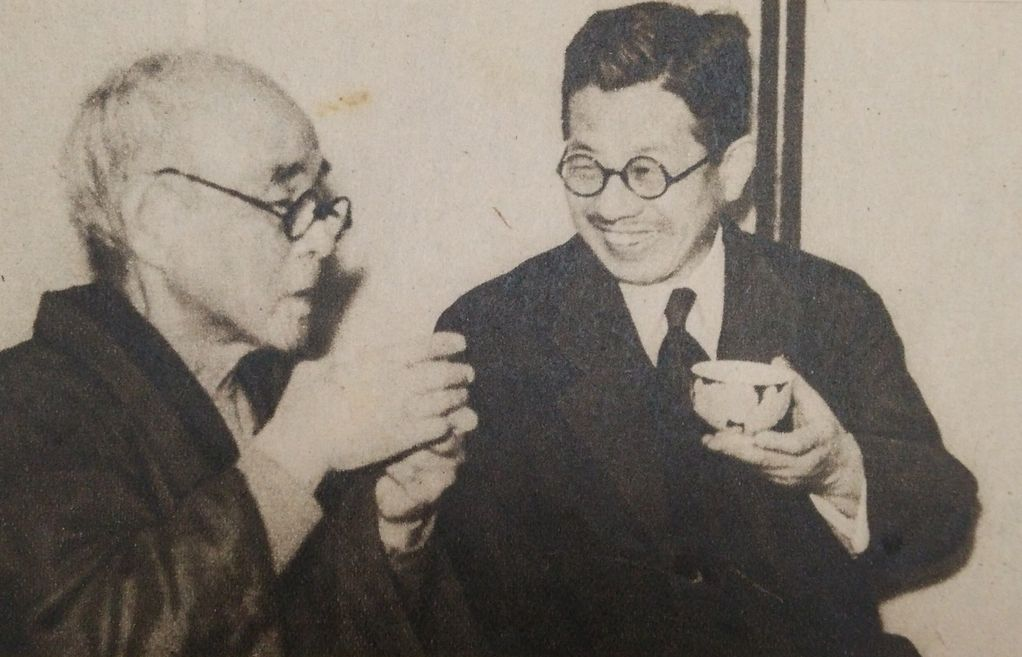
Katayama junto a Abe Isoo, tomando té (hacia 1947).

En el ámbito económico, la Ley para la eliminación de la concentración económica excesiva permitía la disolución de toda aquella compañía que pudiera ser considerada monopolística, mientras que otra ley de enero de 1948 forzaba la dimisión de todos aquellos miembros del Consejo de dirección de un Zaibatsu que además estuvieran emparentados o estrechamente relacionados con los clanes familiares de los Zaibatsu, aunque esta medida también se aplicó sobre las compañías afiliadas a la empresa matriz. En el ámbito administrativo, emprendió a cabo una profunda reforma de la policía y la administración local, mientras que los Ministerios de Asuntos internos, Marina y Guerra fueron abolidos, al tiempo que creó el primer Ministerio de Trabajo. Una de sus principales propuestas, y quizás también una de las más polémicas, fue la nacionalización de la minería del carbón.
Los logros de su gobierno contrastaron con la fuerte inestabilidad que sufrió su propio partido. El pacto de los socialistas con fuerzas conservadoras, en especial el Partido Democrático, supusieron la salida de un gran número de militantes pertenecientes al ala izquierdista. También tuvo que lidiar con numerosos conflictos sindicales y huelgas, al tiempo que la mala situación económica le obligó a tomar medidas muy impopulares, como la subida de las tasas ferroviarias. La influencia de socialistas del ala izquierdista de su partido, como Suzuki Mosaburo, forzaron a Katayama a renunciar a su cargo tras estar apenas un año en el gobierno.

### Últimos años
Además de su salida del gobierno, aunque inicialmente mantuvo su puesto como Secretario general del partido, en las elecciones de 1949 perdió su escaño. Unos años después Katayama se hizo miembro del Partido Socialista Democrático y abogó por el mantenimiento de la constitución pacifista, la reforma electoral y la formación de una mancomunidad global. En 1963 abandonó la política definitivamente tras abandonar el Partido Socialista Democrática al estar en desacuerdo con algunos planteamientos.
Falleció en la ciudad de Fujisawa en 1978, a la edad de 90 años.